# Kanton Nouvion-sur-Meuse
Kanton Nouvion-sur-Meuse (fr. Canton de Nouvion-sur-Meuse) je francouzský kanton v departementu Ardensko v regionu Grand Est. Tvoří ho 35 obcí. Zřízen byl v roce 2015.

## Obce kantonu
| - Les Ayvelles - Baâlons - Balaives-et-Butz - Boulzicourt - Boutancourt - Bouvellemont - Chagny - Chalandry-Elaire - Champigneul-sur-Vence - Dom-le-Mesnil - Écordal - Éteignières - Euilly-et-Lombut - Flize - Guignicourt-sur-Vence - Hannogne-Saint-Martin - La Horgne - Mazerny | - Mondigny - Montigny-sur-Vence - Nouvion-sur-Meuse - Omicourt - Omont - Poix-Terron - Saint-Marceau - Saint-Pierre-sur-Vence - Sapogne-et-Feuchères - Singly - Touligny - Vendresse - Villers-le-Tilleul - Villers-sur-le-Mont - Vrigne-Meuse - Warnécourt - Yvernaumont |